# Myxopyrum
Myxopyrum  é um gênero botânico da família Oleaceae
Ocorre principalmente na Ásia.

## Sinonímia
Chondrospermum, Myospyrum

## Espécies
| - Myxopyrum confertum - Myxopyrum cordatum - Myxopyrum coriaceum - Myxopyrum ellipticilimbum - Myxopyrum ellipticum - Myxopyrum enerve - Myxopyrum hainanense - Myxopyrum horsfieldii | - Myxopyrum macrolobum - Myxopyrum nervosum - Myxopyrum ovatum - Myxopyrum philippinense - Myxopyrum pierrei - Myxopyrum serratulum - Myxopyrum smilacifolium - Myxopyrum zippelii |

## Nome e referências
Myxopyrum™ Blume, 1825